# さいたま市立河合小学校
さいたま市立河合小学校（さいたましりつかわいしょうがっこう）は、さいたま市岩槻区大字平林寺にある市立小学校である。

## 沿革

### 略歴
さいたま市立河合小学校は、1873年、平林学校および馬込学校として設立された。その後、両校は1892年に合併し、河合尋常小学校となる。1908年に高等科を併置し、河合尋常高等小学校と改称した。第二次世界大戦降伏後の学制改革によって、埼玉県南埼玉郡河合村立河合小学校となり、1954年、岩槻市発足により、岩槻市立河合小学校となる。2005年、岩槻市のさいたま市への編入によりさいたま市立河合小学校となる。

### 年表
- 1873年（明治6年）- 平林寺村の宝蔵寺に平林学校を、馬込村の満蔵寺に馬込学校を開設
- 1875年（明治8年）- 小学校令実施に伴い馬込学校を平林学校に併合
- 1886年（明治19年）- 改正小学校令実施と共に馬込学校が独立、馬込尋常小学校、平林尋常小学校と改称
- 1892年（明治25年）10月1日 - 馬込尋常小学校が平林尋常小学校に併合される。平林尋常小学校は、河合尋常小学校と称し、現在地に校舎を建設
- 1908年（明治41年）12月13日 - 高等科を併置し、河合尋常高等小学校と改称
- 1912年（明治44年）4月17日 - 実業補習学校を併置
- 1923年（大正12年）12月21日 - 運動場を拡張、実業補習学校の学則を変更し河合公民学校と称す
- 1925年（大正14年） - 公民学校に青年訓練所を併置
- 1939年（昭和14年）4月1日 - 国民学校令により埼玉県南埼玉郡河合国民学校と称す。校章・校旗、校歌制定
- 1947年（昭和22年）4月1日 - 学制改革により埼玉県南埼玉郡河合村立河合小学校と称す
- 1954年（昭和29年）5月3日 - 町村合併により岩槻町発足。埼玉県南埼玉郡岩槻町立河合小学校と改称
- 1954年（昭和29年）7月1日 -市制施行により岩槻市が発足。岩槻市立河合小学校と称す
- 2005年（平成17年）4月1日 - さいたま市と岩槻市の合併によりさいたま市立河合小学校と改称
- 2006年（平成18年）4月1日 - 特色ある学校づくり推進事業指定校（平成18年度さいたま市教育委員会）地域に根ざした「心のふるさと」米づくり体験学習

## 学校教育目標
- よく考え 進んで学習する子（知育）
- すなおで 思いやりのある子（徳育）
- 心も体も たくましい子（体育）
- 仲間と 協力し合う子（コミュニケーション）

### 学校像
笑顔があふれる学校　きれいな学校　安全な学校　信頼される学校

### 児童像
進んで学び、意欲をもってチャレンジする行動力のある子　

## 学校行事
| - 4月 入学式 - 5月 運動会 - 6月 | - 7月 - 8月 - 9月 | - 10月 持久走記録会 - 11月 音楽会 - 12月 | - 1月 - 2月 - 3月 卒業式 |

## 通学区域
- さいたま市
  - 岩槻区大字岩槻の一部
  - 岩槻区大字掛の一部
  - 岩槻区大字箕輪
  - 岩槻区大字平林寺の一部
  - 岩槻区大字馬込
  - 岩槻区大字金重
  - 岩槻区大字本宿の一部[1]

## 進学先中学校
- さいたま市立城北中学校[2]
- さいたま市立西原中学校

## 交通
- 東日本旅客鉄道（JR東日本）宇都宮線[注釈 1]蓮田駅東口にて国際興業バスに乗り換え。前原上（まえはらかみ）下車、徒歩3分
- 東武野田線（東武アーバンパークライン）岩槻駅西口にて国際興業バスに乗り換え。前原上（まえはらかみ）下車、徒歩3分